# مهدي رشيد الحمداني
مهدي رشيد الحمداني (22 تشرين الثاني 1967 -)، مهندس ريّ عراقي، عمل منذ سنة 1989 في الحكومة العراقية في مجال الهندسة المدنية والري والسدود، ثم اشترك في إلقاء محاضرات في إدارة الموارد المائية المتكاملة، ونظم المعلومات الجغرافية، تلقى ثقة تعيينه من مجلس النواب العراقي وزيراً للموارد المائية في 20 أيار سنة 2020.

## المسار المهني

### مناصب
- الاشراف المباشر على التعاون بين وزارة الموارد المائية وهيئة المسح الجيولوجي الأمريكية USGS فيما يخص تدريب الكوادر الوطنية على التقنيات الحديثة في مجال إدارة الموارد المائية.
- رئيس الهيئة العراقية للسدود الكبيرة والتي تمثل أحد أعضاء الهيئة الدولية للسدود الكبيرة ICOLD .
- رئيس اللجنة العراقية للري والبزل والتي تمثل أحد أعضاء اللجنة الدولية للري والبزل ICID .
- عضو الوفد الفني التفاوضي الخاص بالمياه المشتركة والحصص المائية بين العراق وكل من تركيا وسوريا وايران.
- نائب رئيس اللجنة العراقية – التركية المشتركة.
- الاشراف والمشاركة في اعداد التصاميم الخاصة بمشاريع السدود والسدات والمشاريع الاروائية الأخرى.
- عضو خلية إدارة الازمات المدنية / مكتب رئيس الوزراء.
- رئيس خلية التأهب لدرء اخطار الفيضان لمحافظتي نينوى وصلاح الدين.

### مواقع العمل
- 7/5/2020 نلت ثقة مجلس النواب وزيرا للموارد المائية.
- 24/10/2019 مديرعام الهيئة العامة للسدود والخزانات أصالة، بموجب قرار مجلس الوزراء رقم (380) لسنة 2019 استنادا للامر الديواني رقم (199) لسنة 2019 .
- 1/2/2018 لغاية 1/2/2019 مكلف بمهام مدير عام المركز الوطني لادارة الموارد المائية إضافة إلى وظيفتي كمدير عام الهيئة العامة للسدود والخزانات.
- 2014 لغاية 2017 رئيس الوفد الفني التفاوضي الخاص بالمياه المشتركة والحصص المائية بين العراق وكل من تركيا وسوريا وايران.
- 19/5/2016 لغاية 10/8/2016 وكيل وزارة الموارد المائية ومكلف بادارة أعمال الوزارة حسب الامر الديواني المرقم 165 الصادر بموجب كتاب مكتب رئيس الوزراء المرقم م.ر.و. 6474/59/ في 19/5/2016 لاستقالة الوزير في حينها وعدم تعيين بديلا عنه.
- 27/7/2015 لغاية 19/5/2016 مستشار وزارة الموارد المائية بالوكالة إضافة إلى واجباتي كمدير عام للهيئة العامة للسدود والخزانات.
- 1/5/2015 مدير عام الهيئة العامة للسدود والخزانات.
- 21/11/2014 ولغاية 30/4/2015 معاون مدير عام الهيئة العامة للسدود والخزانات.
- 9/1/2014 ولغاية 20/11/2014 مدير عام مركز الدراسات والتصاميم الهندسية وكالة.
- 22/4/2010 ولغاية 9/1/2014 معاون مدير عام الهيئة العامة للسدود والخزانات وعضو اللجنة العراقية- السورية المتعلقة بمناقشة الامور الفنية للموارد المائية بين البلدين من ناحية التصاريف والمشاريع الاروائية المقامة اعالي الانهر.
- 2008 ولغاية 21/4/2010 : رئيس مهندسين اقدم في المركز الوطني لادارة الموارد المائية- قسم الدراسة الستراتيجية – رئيس فريق عمل اعداد التقارير المتعلقة بالتقييم الهيدرولوجي لمصادر المياه السطحية لحوضي نهري دجلة والفرات والتي تبين مقدار مواردنا المائية المتوقعة باستخدام نظام الاستشعار عن بعد.
- 2007 – 2008 : مشروع استصلاح اراضي مشروع السويب في البصرة والتي تتضمن تنفيذ الأعمال المدنية لتنفيذ محطة ضخ ري وبزل وانشاء قنوات ري وبزل متكاملة- شركة الرافدين العامة لتنفيذ السدود.
- 2005 -2007 : اجازة دراسية للحصول على شهادة الماجستير في مملكة هولندا.
- 2003 – 2005 : وكيل رئيس قسم التخطيط والمتابعة في شركة الرافدين العامة لانشاء السدود – وزارة الري سابقا.
- 2000 – 2003 : مسؤول التخطيط والمتابعة لمشروع محطة ضخ المصب العام في الناصرية- شركة الرافدين – وزارة الري سابقا.
- 1999- 2000 : مشروع الأعمال الترابية والمدنية لمشروع قناة الرميثة الاروائي في السماوة – شركة الرافدين.
- 1998 – 1999 : مسؤول قسم التخطيط والمتابعة في مشروع الأعمال المدنية والميكانيكية لمشروع ارواء اراضي اسفل الخالص / وزارة الري سابقا.
- 1996 – 1998 : وكيل رئيس قسم التخطيط والمتابعة في شركة الرافدين العامة لتنفيذ السدود – وزارة الري سابقا.
- 1993 – 1994 : رئيس قسم المواد الانشائية في مشروع سد العظيم – هيئة التصنيع العسكري/ منشأة الفاو العامة سابقا.
- 1992 – 1993 : مدير مشروع “تنفيذ الأعمال المدنية لمشروع الفصل الفيزياوي في منطقة العامج ضمن مدينة الرطبة ” ومشروع تنفيذ الأعمال المدنية لمشروع إنشاء محطة تلفزيون طريبيل – هيئة التصنيع العسكري/ منشأة الفاو العامة سابقا.
- 1991 – 1992 : مدير مشروع إعادة اعمار الأعمال المدنية لمحطات المايكرويف الممتدة من منطقة الكيلو 160 في الرمادي ولغاية مدينة طريبيل والبالغ عددها 9 محطات – هيئة التصنيع العسكري/ منشأة الفاو العامة سابقا.
- 1989 -1991 : مهندس تنفيذي في مشروع سد بادوش – قسم التسليح والخرسانة الجاهزة مسبقة الصب وخلال هذه الفترة تم العمل أيضا في الأعمال الترابية لمشروع سد البغدادي – هيئة التصنيع العسكري/ منشاة الفاو العامة سابقا.